# Мелиса Лорен
Мелиса Лорен (на английски: Melissa Lauren) е френска порнографска актриса и режисьор на порнографски филми, родена на 16 октомври 1984 г. в град Ла Рошел, регион Поату-Шарант, Франция.

## Ранен живот
Работи една година като готвач в ресторант в Париж.

## Кариера
Дебютира като актриса в порнографската индустрия през януари 2003 г., когато е на 19-годишна възраст.

## Награди и номинации
Носителка на награди
- 2008: Ninfa награда на Международния еротичен филмов фестивал в Барселона за най-оригинална секс сцена – „The Fashionistas Safado Berlin“ (с Начо Видал и Кацуни).[4]

Номинации за индивидуални награди
- 2006: Номинация за F.A.M.E. награда за любима порноактриса.[5]
- 2006: Номинация за Temptation награда за изпълнителка на годината.[6]
- 2009: Номинация за Hot d'Or награда за най-добра френска изпълнителка.[7][8]
- 2009: Номинация за Hot d'Or награда за най-добра френска актриса – „Ритуал“.[8]